# Donald Haldeman
Donald Haldeman (n. 29 mai 1947, Sellersville⁠(d), Pennsylvania, SUA – d. 22 februarie 2003, Harleysville⁠(d), Comitatul Montgomery, Pennsylvania, Pennsylvania, SUA) a fost un trăgător de tir ce a reprezentat Statele Unite ale Americii, medaliat olimpic. A participat la o ediție a Jocurilor Olimpice (1976) în care a câștigat o medalie de aur.

## Participări
Lista de mai jos prezintă principalele competiții la care a participat Donald Haldeman de-a lungul carierei.
- shooting at the 1976 Summer Olympics – mixed trap[*]